# Вечер в Византии
«Вечер в Византии» (англ.  Evening in Byzantium) — любовный роман-бестселлер 1973 года американского писателя Ирвина Шоу. В 1978 году на основе произведения был снят одноимённый двухсерийный фильм-драма.

## Сюжет
Действие происходит в середине двадцатого века на Лазурном берегу Франции во время Каннского кинофестиваля, а затем переносится в Нью-Йорк.
Всё начинается с того, что в гостиничный номер кинопродюсера Джесса Крейга заходит девушка. Зовут её Гейл Маккиннон, она журналистка, ей 22 года. Крейг — известный продюсер, но в последние годы он отошёл от дел: за пять лет не снял ни одного фильма. Ему 48 лет. В то же время Гейл Маккиннон намерена опубликовать о Крейге большую статью.
До приезда на Каннский кинофестиваль Джесс Крейг упорно работал и впервые в жизни написал собственный сценарий. На это его вдохновила его новая подруга, Констанс Добсон, «лучшая из женщин, которых он знал», которая вернула ему вкус к жизни.
В основу сценария легла история, рассказанная Констанс, о любви 82-летнего магната к 19-летней девушке, чья мать когда-то была его любовницей. Он ухаживал за ней, дарил цветы, катал на яхте, устраивал в честь неё званные вечера. А когда она вышла замуж, он через три дня умер.
История, описанная в сценарии, в некоторой степени повторяется и в жизни Крейга. Он влюбляется в Гейл Маккиннон, которая оказывается дочкой женщины, два месяца работавшей у него в начале его карьеры. Как подозревает Гейл, у Крейга и её матери была мимолётная любовная связь, после которой её мать следила за продюсером, собирала газетные вырезки о нём и наклеивала их в альбомы. После того, как мать сбежала с очередным любовником, Гейл нашла эти альбомы, изучила их, что и побудило её искать встречи с Крейгом.
Приехав в Канн, Крейг показывает сценарий старому другу — удачливому голливудскому агенту Брайану Мэрфи, скрыв своё авторство. Тот говорит, что сценарий никуда не годится. Однако Крейг не сдаётся и в конечном счёте за постановку фильма по этому сценарию берётся популярный режиссёр Брюс Томас. Только тогда Джесс Крейг признаётся, что автор — он сам.
После того, как дела со сценарием были улажены, Крейг уезжает из Канн. Гейл перехватывает его в аэропорту, где рассказывает, кто же она на самом деле.
По возвращении в Нью-Йорк Джесс Крейг селится в отеле, где некогда работал над сценарием спектакля, принёсшим ему успех. Крейга любят многие, но самому себе он не нравится. Неудовлетворённость собой, запутанные обстоятельства личной жизни, постоянные метания из одной страны в другую, из города в город, из отеля в отель — всё вместе — приводят к серьёзной болезни. Внезапно у него открывается внутреннее кровотечение. На следующий день он добирается до дома Брюса Томаса и просит его вызвать врача.
В больнице в Нью-Йорке ему делают операцию. Его шансы выжить были невелики — 50 на 50. Но он остаётся жив. Выйдя из больницы, «он идёт, с каждым шагом ступая всё твёрже, один, без адреса, идёт по улице родного города, и никто на свете не знает, где он сейчас: ни друг, ни враг, ни возлюбленная, ни дочь, ни коллега, ни адвокат, ни банкир, ни бухгалтер-ревизор не знают, куда он идёт, никто ничего от него не требует, никто не может до него добраться. В эту минуту, по крайней мере, он свободен».

## Переводы на русский язык
- Впервые на русском языке роман был напечатан в журнале «Иностранная литература» (№ 9-10, 1975) в переводе Константина Чугунова. Этот перевод был издан отдельным изданием в 1980 году, несколько раз переиздавался.
- В 2000 году в издательстве АСТ был выпущен перевод Татьяны Перцевой.

## Экранизация
«Вечер в Византии» Джерри Лондона — (телефильм, 1978 год).